# Lophopagurus (Australeremus) triserratus
Lophopagurus (Australeremus) triserratus is een tienpotigensoort uit de familie van de Paguridae. De wetenschappelijke naam van de soort is voor het eerst geldig gepubliceerd in 1892 door Ortmann.